# سايتاد
السايتاد (الاسم العلمي: †Seitaad) هو جنس من الديناصورات شبيهة عظائيات الأرجل التي عاشت خلال العصر الجوراسي في ما هو الآن جنوب ولاية يوتا في الولايات المتحدة. تم تعريف السايتاد من عينة تعرف باسم UMNH VP 18040 لهيكل عظمي جزئي تشمل خلف القحف. يفتقد هذا الهيكل العظمي للرأس والرقبة والذيل.